# Alice Taglioni

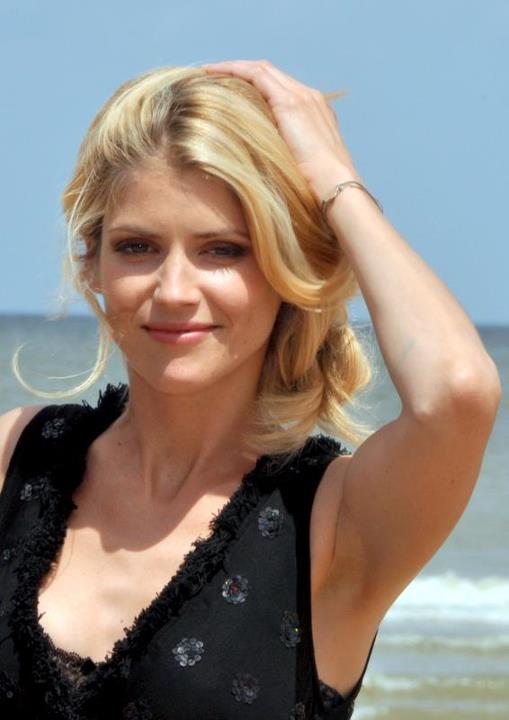
Alice Taglioni

Alice Taglioni  (n. 26 iulie 1976, Ermont) este o  actriță franceză.

## Date biografice
Cariera ei de actriță a început în anul 2001 cu filmul Dandy. ea devine cunoscută prin rolul principal jucat în anul 2003 în filmul Brocéliande, în regia lui  Doug Headline.

## Filmografie
- 2002 : La Bande du drugstore, de François Armanet : Nathalie Meissonier
- 2002 : Décalage horaire, de Danièle Thompson : une hôtesse
- 2002 : Brocéliande, de Doug Headline : Léa
- 2003 : Le Pharmacien de garde, de Jean Veber : Christine
- 2003 : Le Cœur des hommes, de Marc Esposito : maître Annette
- 2003 : Rien que du bonheur, de Denis Parent : Cerise
- 2004 : Grande École, de Robert Salis : Agnès
- 2004 : Mensonges et trahisons et plus si affinités, de Laurent Tirard : Claire
- 2005 : Les Chevaliers du ciel, de Gérard Pirès : Estelle « Pitbull » Kass
- 2005 : Le Cactus, de Gérard Bitton et Michel Munz : Justine
- 2006 : La Panthère rose (The Pink Panther), de Shawn Levy : une journaliste
- 2006 : La Doublure, de Francis Veber : Éléna
- 2006 : Acteur, court-métrage de Jocelyn Quivrin
- 2007 : L'Île aux trésors, d'Alain Berbérian : Évangeline Trelawney
- 2007 : Détrompez-vous de Bruno Dega : Carole
- 2008 : Notre univers impitoyable de Léa Fazer : maître Margot Dittermann
- 2008 : Ca$h d'Éric Besnard : Garance
- 2008 : Sans arme, ni haine, ni violence, de Jean-Paul Rouve : Julia
- 2011 : La Proie d'Eric Valette : Claire Linné
- 2012 : Paris-Manhattan de Sophie Lellouche : Alice
- 2013 : Cookie de Léa Fazer : Adeline
- 2013 : Zaytoun d'Eran Riklis : Leclair
- 2014 : On a marché sur Bangkok d'Olivier Baroux :
- 2014 : Colt 45 de Fabrice Du Welz : Isabelle Le Franc
- 2014 : Homosapiennes d'Audrey Dana : Marie